# Jeanne van Amstel
Jeanne Egbertine (Jeanne) van Amstel (Soekaboemi, 28 februari 1888 - New York, 9 augustus 1929) was een Nederlands scheikundig ingenieur. Ze was in 1912 de eerste vrouwelijke ingenieur aan de Technische Hogeschool van Delft die de doctorstitel behaalde.

## Biografie
Van Amstel werd geboren in Soekaboemi op Java als dochter van Hendrik van Amstel (1853-1926) en Tan Tjoe Nio. Ze kwam in het voorjaar van 1897 met haar vader, zijn vrouw Francoise Vos (1865-1956) en haar halfzusje Clara Henriette van Amstel (1894-1988) naar Nederland op de SS Koningin Wilhelmina.  
Van Amstel studeerde scheikundige technologie aan de Technische Hogeschool in Delft, waar ze in juni 1907 haar propedeuse haalde en in 1910 haar ingenieursdiploma ontving. Na haar afstuderen werd ze lid van de Koninklijke Nederlandse Botanische Vereniging. Op 29 maart 1912 promoveerde ze als eerste vrouwelijke onderzoeker aan de Technische Hogeschool. Dat deed ze cum laude in de scheikundige technologie met als onderwerp De temperatuursinvloed op physiologische processen der alcoholgist. Haar promotor was professor Gerrit van Iterson. 
Na haar promotie werkte ze bij verschillende Delftse laboratoria, onder andere als assistent van professor Gerrit van Iterson en Martinus Willem Beijerinck. In 1915 deed ze bijvoorbeeld onder leiding van Van Iterson onderzoek naar een beter blekingsproces voor strohoeden. Na haar periode in Delft werkte ze enige tijd als scheikundige bij het Koloniaal Instituut. In 1918 verhuisde ze naar Paramaribo waar ze ging werken bij het Landbouw-Proefstation, Ze deed daar verschillende onderzoeken naar de mogelijkheden om de landbouwproductie in Suriname te verbeteren. In 1919 richtte ze in Paramaribo een Studiekring op (naar voorbeeld van de Nederlandse Volksuniversiteit) met als doel om populaire cursussen te houden over wetenschappelijke onderwerpen; ze verzorgde zelf de cursus over scheikunde.
Ze emigreerde in 1924 naar de Verenigde Staten waar ze als scheikundige ging werken bij de Bacteriologische Afdeling van het State Department of Health in New York. Ze overleed in 1929 in New York aan een longontsteking.

## Enkele publicaties
- In 1912 promoveerde ze op De temperatuursinvloed op physiologische processen der alcoholgist.
- In 1918 publiceerde ze in West-Indië; landbouwkundig tijdschrift voor Suriname en Curaçao het verslag van een onderzoek naar vlechtmateriaal (zoals palmbladeren en bamboe) voor de hoedenindustrie[11].
- In 1921 werd in Paramaribo haar boek Chemisch onderzoek van eenige Surinaamsche kleigronden uitgegeven.[12] Het verscheen als Bulletin 41 in een uitgavereeks van het Departement van den Landbouw in Suriname.
- In 1923 publiceerde ze Een en ander over de bereiding van de Liberiaanse koffie in Suriname in West-Indië; landbouwkundig tijdschrift voor Suriname en Curaçao[13].
- In 1925 verscheen een vervolg met Nog eenige opmerkingen over Surinaamsche Liberia-koffie en de mogelijkheid tot verbetering der reputatie er van.[14].

- International Standard Name Identifier: 0000 0000 2947 1990
- Library of Congress Control Number: n91020869
- Nederlandse Thesaurus van Auteursnamen: 073735914
- Virtual International Authority File: 60718101
- WorldCat: E39PBJv4gDc4kgqXchVHWH3vpP